# Schutzdeck
Ein Schutzdeck (englisch: shelter deck) ist ein Schiffsdeck auf einem Schiff.

## Einzelheiten
Nach Definition von Behörden und Klassifikationsgesellschaften ist ein Schutzdeck ein leicht gebautes geschlossenes Deck oberhalb des Hauptdecks.
Das Schutzdeck entwickelte sich aus dem Spardeck. Dieses  anfangs aus Latten (englisch: spars) hergestellte Deck wurde zu Beginn des Eisenschiffbaus häufig auf Frachtschiffen mit Passagiereinrichtungen als zusätzliches Deck zur Verbindung vorhandener Decksaufbauten aufgebaut, um eine zusätzliche (oft temporäre) überdachte Decksfläche für Passagiere zu schaffen. Später entwickelte sich daraus das dauerhaft aus Eisen oder Stahl gebaute Schutzdeck. Es wurde durch Vermessungsöffnungen mit vorgeschriebenen Abmessungen ebenso wie die darunter liegenden Schotten offen gemacht und dadurch von der Vermessung ausgeschlossen. Sowohl für Spar- als auch für Schutzdecks gaben Klassifikationsgesellschaften eigene Vorschriften hinsichtlich der zu wählenden Materialien und deren Stärken heraus. Schiffe mit Schutzdeck über dem Vermessungsdeck wurden entsprechend als Schutzdecker klassifiziert.